# Tabaksmozaïekvirus
Het tabaksmozaïekvirus (TMV) is een RNA-virus dat in de tabaksplant (Nicotiana tabacum) en andere leden van de familie Solanaceae huist en daar vergeling veroorzaakt, eerst rond de nerven van de jonge bladeren, later ook in vlekken op andere delen van de bladeren, wat de oorsprong van de naam 'mozaïekvirus' aangeeft. Het virus veroorzaakt daarna vervorming van de bladeren: opkrullen en ongelijkmatige groei. De ziekte vermindert de opbrengst van de planten aanzienlijk, maar zit in praktisch elke tabaksplant. Omdat het virus door de hele plant zit, wordt het 'systemisch' genoemd. Gebruik van besmette producten is ongevaarlijk voor de mens.
Het was het eerste virus dat ontdekt werd. Sindsdien wordt het frequent gebruikt als modelorganisme. Het biedt ook perspectieven binnen de biotechnologie.

## Geschiedenis
Adolf Mayer was in 1883 de eerste die de ziekte beschreef die kon worden overgedragen van plant op plant zoals een bacteriële infectie. Dimitri Ivanovski gaf in 1892 als eerste het bewijs voor een niet-bacteriële infectieoorzaak. Martinus Beijerinck kon in 1898 aantonen dat een bacterievrij medium nog steeds de infectieoorzaak bevatte. Wendell Meredith Stanley wist het virus in 1935 te kristalliseren en kon aantonen dat het ook actief bleef na kristallisatie. Hij kreeg hiervoor een gedeelde Nobelprijs voor de Scheikunde in 1946, hoewel later bekend raakte dat enkele van zijn conclusies verkeerd waren (meer bepaald dat de kristallen puur eiwit waren en dankzij autokatalyse waren samengevoegd). De eerste foto's met behulp van elektronenmicroscopie werden in 1939 gemaakt door Gustav Kausche, Edgar Pfankuch en Helmut Ruska. In 1955 toonden Heinz Fraenkel-Conrat en Robley Williams dat TMV-RNA en de eiwitten uit de capsides zich vanzelf verenigen tot functionele virussen, wat erop wijst dat dat de stabielste structuur is (met de minste energie) en dat dit mogelijk ook het natuurlijke mechanisme in de gastcel is.
Kristallografe Rosalind Franklin werkte ongeveer een maand voor Stanley. Later ontwierp en bouwde ze een model van TMV voor de Wereldtentoonstelling van 1958 in Brussel. In dat jaar speculeerde ze dat het virus hol is en stelde ze de hypothese op dat het virus enkelstreng-RNA heeft. Deze hypothese bleek te kloppen. Het RNA is nu bekend als (+)ssRNA.

## Structuur

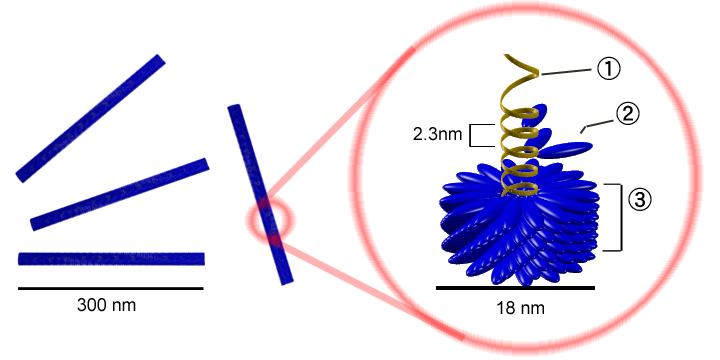
Schematisch model van TMV: 1. RNA, 2. manteleiwit, 3. capside

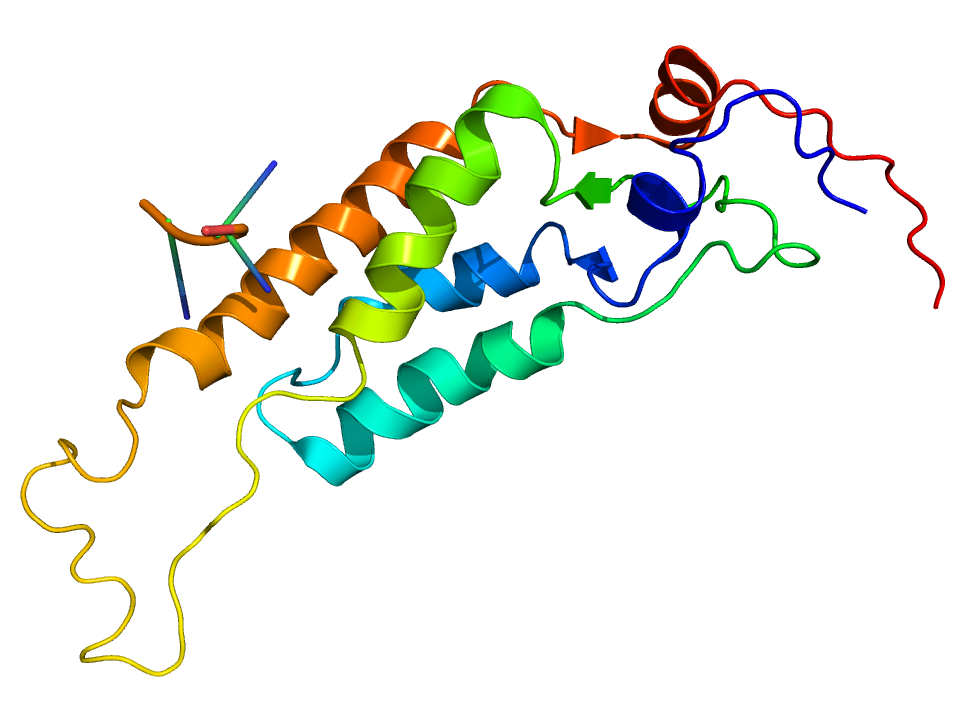
Een monomeer van het TMV-manteleiwit

Het tabaksmozaïekvirus is staafvormig. De eiwitmantel bestaat uit 2130 eiwitten, die vanzelf in een helixvorm samenkomen met 16,3 eiwitten per omwenteling. Het RNA zit daar in en vormt er een haarspeldstructuur. Het manteleiwit bestaat uit 158 aminozuren, die vier grote α-helices vormen. Die worden samengehouden door opvallende lussen dicht bij de as.
Het heel virus is ongeveer 300 nm lang en 18 nm breed. Het RNA heeft een diameter van zo'n 6 nm en wordt beschermd tegen enzymen in de cel door de manteleiwitten. Er zijn 3 RNA-nucleotiden per eiwitmonomeer.

## Fysico-chemische eigenschappen
- TMV is een thermostabiel virus: op een gedroogd blad kan het 50 °C verdragen gedurende 30 minuten.
- TMV heeft een brekingsindex van ongeveer 1,57.

## Replicatie en infectie
Nadat het zijn gast mechanisch binnengedrongen is (bv. langs een kapotte celwand), wordt het TMV-RNA nog niet direct gebruikt voor eiwitassemblage. Het RNA ondergaat eerst een mechanisme dat nog niet bekend is. De resulterende mRNA's coderen voor verscheidene eiwitten, waaronder de manteleiwitten en een RNA-afhankelijke RNA-polymerase of RNA-replicase (RdRp). TMV kan dan zijn eigen genoom repliceren. Nadat het manteleiwit en de kopie van het genoom aangemaakt zijn, zullen ze spontaan virussen vormen. De eiwitmonomeren zullen samenkomen om schrijven te vormen die bestaan uit 2 lagen van monomeren in een helix. Op het einde van deze staaf groeit de capside aan. Terwijl de staaf langer wordt, gaat het RNA door een kanaal binnen naar het midden en vormt er een lus aan het groeiende uiteinde. Op deze manier past de RNA-spiraal eenvoudig in het binnenste van de capside.
Nadat het virus zich vermenigvuldigd heeft, infecteert het de buurcellen via plasmodesmata. Om dit mogelijk te maken, produceert TMV een eiwit van 30 kDA, P30 genaamd, dat de plasmodesmata verlengt. Hoogstwaarschijnlijk beweegt TMV van cel tot cel als een complex van RNA, P30 en replicase-eiwitten.

## Symptomen
Het eerste symptomatische verschijnsel van de ziekte is een lichtgroene verkleuring tussen de nerven van jonge bladeren. Dit wordt snel opgevolgd door de ontwikkeling van een "mozaïek" - een vlekkenpatroon van afwisselend lichte en donkere plekjes. De symptomen komen snel tot uiting en zijn duidelijker aanwezig op de jongere bladeren. Een plant sterft niet (direct) af wanneer het besmet is met het tabaksmozaïekvirus, maar als de infectie zich vroeg in het seizoen voordoet komt de plant niet meer tot volle ontwikkeling. Bladeren die lager aan de plant zitten, ontwikkelen bij warm en droog weer grote verdorde plekken. Dit is het meest destructieve stadium van de infectie. Geïnfecteerde bladeren kunnen een verkreukeld, gerimpeld of uitgerekt voorkomen hebben.

## Impact op het milieu en wetenschappelijk belang
Het is bekend dat het virus voor een productieverlies van ongeveer 2 procent zorgt bij fluecured tabak in North Carolina. Daarnaast is het bekend dat het de leden van negen plantenfamilies en op zijn minst 125 afzonderlijke soorten kan infecteren, waaronder tabak, tomaat, paprika (allemaal leden van de nuttige nachtschadefamilie), komkommer, hennep en een aantal sierbloemen. Er zijn veel verschillende stammen van het virus bekend.
Het feit dat er gemakkelijk grote hoeveelheden verkregen kunnen worden van het virus en het geen dieren infecteert is de reden dat er zoveel geschreven is over TMV en het virus vaak gekozen wordt voor baanbrekend onderzoek binnen structurele biologie (waaronder röntgendiffractie), virusassemblage en -disassemblage. Na het opkweken van enkele geïnfecteerde tabaksplanten in een broeikas kan een wetenschapper met behulp van eenvoudige laboratoriumtechnieken makkelijk een aantal gram van het virus produceren. Dit heeft tot gevolg dat TMV binnen het onderzoek bijna als organische verbinding behandeld kan worden, in plaats van als infectiekiem.

## Behandeling en preventie
Een van de meest voorkomende bestrijdingsmethoden voor TMV is hygiëne. Dit houdt in dat geïnfecteerde planten verwijderd worden en medewerkers regelmatig hun handen wassen. Ook moet er rotatie worden toegepast om besmette grond/zaaibedden gedurende ten minste twee jaar te voorkomen. Zoals bij alle plantenziektes is het raadzaam om te zoeken naar resistente stammen tegen TMV. Hiernaast kan er ook kruisbescherming worden toegepast, waarbij een sterke TMV-infectiestam wordt geremd door de gastplant te infecteren met een milde TMV-stam, vergelijkbaar met het effect van een vaccin.
In de afgelopen tien jaar zijn er ontwikkelingen geweest in de toepassing van genetische modificatie in het genoom van een waardplant, met als doel om de waardplant TMV-manteleiwitten te laten produceren in haar cellen. Er was een hypothese dat het TMV-genoom snel opnieuw wordt omhuld zodra het de gastcel binnendringt. Hierdoor wordt vervolgens de start van de TMV-replicatie verhinderd. Later werd ontdekt dat het mechanisme dat de gastheer beschermt tegen virale genoominsertie via gen-silencing verloopt.
TMV wordt geremd door een product van de myxomycete slijmzwam Physarum polycephalum. Zowel de tabaks- als de bonensoorten P. vulgaris en V. sinensis ondervonden in vitro vrijwel geen letsel door TMV na een behandeling met een extract van P. polycephalum.
Onderzoek heeft aangetoond dat Bacillus spp. kan worden gebruikt om de hevigheid van de symptomen van TMV in tabaksplanten te verminderen. Uit het onderzoek bleek dat behandelde tabaksplanten meer groei vertoonden en minder TMV-virionen bevatte in vergelijking met tabaksplanten die niet waren behandeld.
Onderzoek uitgevoerd door H.Fraenkel-Conrat toonde aan dat 67% azijnzuur resulteert in de afbraak van het virus.
Een andere mogelijke bron van preventie voor TMV is het gebruik van salicylzuur. Uit een onderzoek van de Universiteit van Cambridge is gebleken dat na een behandeling van planten met salicylzuur de hoeveelheid viraal RNA van TMV en het virale manteleiwit in de tabaksplanten was afgenomen. Uit hun onderzoek bleek dat salicylzuur waarschijnlijk de replicatie en transcriptie verstoorde, specifiek het RdRp-complex.
Onderzoek heeft aangetoond dat mensen antilichamen hebben tegen het tabaksmozaïekvirus.